# Joffrey Lauvergne
Joffrey Lauvergne (Mulhouse, Francia; 30 de octubre de 1991) es un jugador de baloncesto francés que milita en el equipo francés   ASVEL Lyon-Villeurbanne de la Pro A de Francia y la Euroleague. Con una estatura de 2,11 metros se desempeña habitualmente en la posición de ala-pívot. Es hijo del también jugador internacional francés Stéphane Lauvergne.

## Trayectoria
En el inicio de la temporada 2012/13 promedió 7 puntos y cuatro rebotes en la Euroliga y seis puntos y cuatro rebotes en la liga francesa con el Élan Sportif Chalonnais, hasta que llegó a un acuerdo para rescindir su contrato por desavenencias con la entidad.
En noviembre de 2012 firma por un mes con el Valencia Basket para cubrir la baja de los interiores Vitor Faverani y Sergei Lishouk, que estarán al menos tres semanas de baja.
En diciembre de 2012 no renueva con el Valencia Basket y firma con el KK Partizan donde juega durante dos temporadas a un gran nivel. Es escogido en la posición 55 del Draft de la NBA de 2013 por Memphis Grizzlies que traspasaron sus derechos a Denver Nuggets.
El 23 de junio de 2015 firma por dos años con el BK Jimki ruso, pero rescinde su contrato en febrero de 2015 para irse a jugar con los Denver Nuggets con los cuales firma un contrato de dos años. No obstante en agosto de 2016 es traspasado a Oklahoma City Thunder a cambio de dos elecciones de la segunda ronda del Draft de 2017.
En febrero de 2017 es traspasado junto a Cameron Payne y Anthony Morrow a Chicago Bulls a cambio de Taj Gibson, Doug McDermott y una elección de segunda ronda del Drat de 2018. Con Chicago juega hasta el final de la temporada 2016-17 ya que en julio de 2017 firma por San Antonio Spurs.
Tras cuatro temporadas en la NBA es fichado por el equipo turco del Fenerbahçe Spor Kulübü.
En julio de 2020, se compromete con el Žalgiris Kaunas de la LKL.

## Selección nacional
Fue Internacional con la selección absoluta y también con las categorías inferiores de la selección francesa.

## Estadísticas de su carrera en la NBA

### Temporada regular
| Año     | Equipo        | PJ  | PT | MPP  | %TC  | %3P  | %TL  | RPP | APP | ROB | TPP | PPP |
| ------- | ------------- | --- | -- | ---- | ---- | ---- | ---- | --- | --- | --- | --- | --- |
| 2014-15 | Denver        | 24  | 1  | 11.2 | .404 | .188 | .643 | 3.2 | .5  | .3  | .4  | 3.9 |
| 2015-16 | Denver        | 59  | 15 | 17.6 | .513 | .245 | .899 | 4.9 | .9  | .2  | .3  | 7.9 |
| 2016-17 | Oklahoma City | 50  | 0  | 14.8 | .455 | .346 | .638 | 3.7 | 1.0 | .3  | .1  | 5.7 |
| 2016-17 | Chicago       | 20  | 1  | 12.1 | .402 | .300 | .600 | 3.4 | 1.0 | .4  | .0  | 4.5 |
| 2017-18 | San Antonio   | 55  | 1  | 9.7  | .516 | .000 | .638 | 3.1 | .7  | .2  | .1  | 4.1 |
| Total   | Total         | 208 | 18 | 13.6 | .479 | .285 | .719 | 3.8 | .9  | .3  | .2  | 5.6 |

### Playoffs
| Año   | Equipo      | PJ | PT | MPP | %TC   | %3P  | %TL   | RPP | APP | ROB | TPP | PPP |
| ----- | ----------- | -- | -- | --- | ----- | ---- | ----- | --- | --- | --- | --- | --- |
| 2017  | Chicago     | 3  | 0  | 8.7 | .364  | .000 | 1.000 | 3.0 | 1.7 | .0  | .0  | 4.7 |
| 2018  | San Antonio | 1  | 0  | 6.0 | 1.000 | –    | –     | 1.0 | .0  | .0  | .0  | 2.0 |
| Total | Total       | 4  | 0  | 8.0 | .417  | .000 | 1.000 | 2.5 | 1.3 | .0  | .0  | 4.0 |